# Andy Reid (futbolista)
Andy Reid (Dublín, Irlanda, 29 de julio de 1982) es un exfutbolista irlandés. Jugaba de centrocampista y actualmente dirige al equipo sub-23 del Nottingham Forest de Inglaterra. 

## Trayectoria
Reid comenzó su carrera en la Academia del Nottingham Forest en 1998, a donde llegó procedente del Cherry Orchard. En agosto de 1999 se convirtió en profesional y debutó el 29 de noviembre de 2000 contra el Sheffield United marcando un gol. En la temporada 2001/02 jugó 31 partidos. En la temporada 2003/04 anotó 13 goles, terminando como máximo goleador del Nottingham Forest en la temporada, lo que le valió para ser elegido en el once del año de la categoría.
En enero de 2005 abandona el Forest para fichar por el Tottenham Hotspur junto a Michael Dawson por ocho millones de libras. Debutó el 5 de febrero de 2005 contra el Portsmouth FC. Tras dos temporadas donde jugó sólo 26 partidos Reid ficha por el Charlton Athletic en agosto de 2006 por 3 millones de libras. El Charlton descendió de la Premier League, pero en Championship Reid tuvo aún más protagonismo. Fue nombrado capitán del equipo y jugó 22 partidos hasta que en enero de 2008 ficha por el Sunderland AFC de la Premier League.
Reid llegó al Sunderland el último día del mercado de invierno de la temporada 2007/08 por un montante de 5 millones de libras. Debutó en febrero de ese mismo año contra el Wigan Athletic y marcó su primer gol contra el West Ham United a finales de marzo. Tras tener pocas opciones de jugar en el Sunderland Reid se marcha cedido dos meses al Sheffield United en octubre de 2010. Tras volver al Sunderland ficha en enero de 2011 por el Blackpool FC hasta final de temporada. Juega 5 partidos y el Blackpool pierde la categoría. Tras quedar como agente libre Reid vuelve al Nottingham Forest el 1 de julio de 2011 firmando un contrato de 2 años.

## Selección nacional
Reid fue parte del equipo que ganó la Copa Nórdica sub-16 el 8 de agosto de 1998 y marcó en la final contra Inglaterra. También ha jugado con la selección de Irlanda sub-21, con la que participó en 15 partidos y anotó 4 goles, así como la selección de Irlanda donde ha jugado 27 partidos y marcado 4 goles.
Debutó con la Selección de fútbol de Irlanda en 2003, siendo jugador del Nottingham Forest, con una victoria por 3-0 contra Canadá. Su primer gol internacional llegó el 16 de noviembre de 2003 contra Bulgaria con una falta directa desde 32 metros.

## Clubes
| Club              | Temp.         | Liga | Liga  | Liga   | FA Cup | FA Cup | FA Cup | League Cup | League Cup | League Cup | Otros | Otros | Otros  | Total | Total | Total  |
| Club              | Temp.         | Jug. | Goles | Asist. | Jug.   | Goles  | Asist. | Jug.       | Goles      | Asist.     | Jug.  | Goles | Asist. | Jug.  | Goles | Asist. |
| ----------------- | ------------- | ---- | ----- | ------ | ------ | ------ | ------ | ---------- | ---------- | ---------- | ----- | ----- | ------ | ----- | ----- | ------ |
| Nottingham Forest | 2000–01       | 14   | 2     | -      | 1      | 0      | -      | 0          | 0          | 0          | 0     | 0     | 0      | 15    | 2     | -      |
| Nottingham Forest | 2001–02       | 29   | 0     | 0      | 0      | 0      | 0      | 2          | 0          | 0          | 0     | 0     | 0      | 31    | 0     | 0      |
| Nottingham Forest | 2002–03       | 30   | 1     | 7      | 1      | 1      | 0      | 2          | 0          | 0          | 2     | 1     | 0      | 35    | 3     | 7      |
| Nottingham Forest | 2003–04       | 46   | 13    | 14     | 3      | 0      | 0      | 2          | 0          | 0          | 0     | 0     | 0      | 51    | 13    | 14     |
| Nottingham Forest | 2004–05       | 25   | 5     | 5      | 2      | 1      | 1      | 1          | 1          | 1          | 0     | 0     | 0      | 28    | 7     | 7      |
| Total             | Total         | 144  | 21    | 26     | 6      | 2      | 1      | 8          | 1          | 1          | 2     | 1     | 0      | 160   | 25    | 28     |
| Tottenham Hotspur | 2004–05       | 13   | 1     | 1      | 0      | 0      | 0      | 0          | 0          | 0          | 0     | 0     | 0      | 13    | 1     | 1      |
| Tottenham Hotspur | 2005–06       | 13   | 0     | 0      | 0      | 0      | 0      | 1          | 0          | 0          | 0     | 0     | 0      | 14    | 0     | 0      |
| Total             | Total         | 26   | 1     | 1      | 0      | 0      | 0      | 1          | 0          | 0          | 0     | 0     | 0      | 27    | 1     | 1      |
| Charlton Athletic | 2006–07       | 16   | 2     | 1      | 0      | 0      | 0      | 1          | 0          | 0          | 0     | 0     | 0      | 17    | 2     | 1      |
| Charlton Athletic | 2007–08       | 22   | 6     | 6      | 0      | 0      | 0      | 1          | 1          | 0          | 0     | 0     | 0      | 23    | 7     | 6      |
| Total             | Total         | 38   | 8     | 7      | 0      | 0      | 0      | 2          | 1          | 0          | 0     | 0     | 0      | 40    | 9     | 7      |
| Sunderland AFC    | 2007–08       | 13   | 1     | 2      | 0      | 0      | 0      | 0          | 0          | 0          | 0     | 0     | 0      | 13    | 1     | 2      |
| Sunderland AFC    | 2008–09       | 32   | 1     | 4      | 3      | 0      | 0      | 3          | 0          | 2          | 0     | 0     | 0      | 38    | 1     | 6      |
| Sunderland AFC    | 2009–10       | 21   | 2     | 6      | 1      | 0      | 0      | 3          | 2          | 2          | 0     | 0     | 0      | 25    | 4     | 8      |
| Sunderland AFC    | 2010–11       | 2    | 0     | 0      | 0      | 0      | 0      | 1          | 0          | 0          | 0     | 0     | 0      | 3     | 0     | 0      |
| Total             | Total         | 68   | 4     | 45     | 4      | 0      | 0      | 7          | 2          | 4          | 0     | 0     | 0      | 79    | 6     | 16     |
| Sheffield United  | 2010–11       | 9    | 2     | 2      | 0      | 0      | 0      | 0          | 0          | 0          | 0     | 0     | 0      | 9     | 2     | 2      |
| Total             | Total         | 9    | 2     | 2      | 0      | 0      | 0      | 0          | 0          | 0          | 0     | 0     | 0      | 9     | 2     | 2      |
| Blackpool FC      | 2010–11       | 5    | 0     | 0      | 0      | 0      | 0      | 0          | 0          | 0          | 0     | 0     | 0      | 5     | 0     | 0      |
| Total             | Total         | 5    | 0     | 0      | 0      | 0      | 0      | 0          | 0          | 0          | 0     | 0     | 0      | 5     | 0     | 0      |
| Nottingham Forest | 2011–12       | 0    | 0     | 0      | 0      | 0      | 0      | 0          | 0          | 0          | 0     | 0     | 0      | 0     | 0     | 0      |
| Total carrera     | Total carrera | 286  | 35    | 48     | 10     | 2      | 1      | 18         | 4          | 5          | 2     | 1     | 0      | 316   | 42    | 54     |

## Palmarés

### Copas internacionales
| Título         | Club                 | País    | Año  |
| -------------- | -------------------- | ------- | ---- |
| Europeo Sub-17 | Selección de Irlanda | Escocia | 1998 |